# Ab apostolici
Ab Apostolici je papeška okrožnica, ki jo je napisal papež Leon XIII. 15. oktobra 1890.
S to okrožnico je papež obsodil prostozidarstvo v Italiji in njihov vpliv na družbene zadeve.